# آرا بربریان
آرا بربریان (ارمنی: Արա Բերբերյան؛ ۱۴ مهٔ ۱۹۳۰ – ۲۱ فوریهٔ ۲۰۰۵) یک خواننده و خواننده اپرا ارمنی‌تبار اهل ایالات متحده آمریکا بود.